# Angolatitan
Angolatitan é um gênero de dinossauro do Cretáceo Superior descoberto em Angola, o primeiro desse país, por Octávio Mateus. O nome genérico significa em português "Titã de Angola" e o nome específico refere-se ao Adamastor referido por Luís de Camões n'Os Lusíadas.
Tinha 13 metros de comprimento e vivia num ambiente árido.